# 바티스타 스포르차
바티스타 스포르차(Battista Sforza, 1446년 ~ 1472년 7월 7일 또는 6일)는 우르비노 공작부인이자 페데리코 다 몬테펠트로의 둘째 부인이다.

## 생애
바티스타는 페사로의 군주 알레산드로 스포르차와 카메리노(Camerino)의 군주 피에르젠틸레 바라노(Piergentile Varano)와 엘리사베타 말라테스타(Elisabetta Malatesta) 사이에서 태어난 코스탄차 다 바라노(Costanza da Varano) 사이에서 태어난 첫 번째 자식이다. 1447년에 코스탄차가 두 번째 아이인 코스탄초(Costanzo)를 낳은 후에 사망할때, 바티스타는 태어난지 18달 밖에 안됐었다. 바티스타와 코스탄초의 어머니가 사망 후, 서출인 배다른 자매인 지네르바(1440년–1507년), 안토니아(Antonia, 1445년–1500년)와 함께 친 삼촌인 프란체스코 스포르차와 그의 아내 비안카 마리아 비스콘티의 궁전으로 거처를 옮겼고, 거기서 그들의 친척들과 함께 자랐다.
바티스타와 그녀의 사촌 이폴리타는 인문주의 교육을 받았고 바티스타 같은 경우는 그리스어와 라틴어를 유창하게 하였고, 4살 때 처음으로 라틴어 공개 연설을 하기에도 이르렀다. 그녀는 라틴어 수사학에 매우 능통했다고 말해지며, 심지어 교황 비오 2세 앞에서 연설을 하기도 했다. 시인 조반니 산티는 바티스타를 "희기하고 천부적인 덕과 모든 은총을 지닌 아가씨"라고 묘사하기도 했다.
그녀의 삼촌 프란체스코 스포르차는 그녀보다 24살이나 많았던 우르비노의 공작 페데리코 다 몬테펠트로와의 결혼을 주선했다. 결혼식은 바티스타가 14살 때인 1460년 2월 8일에 열렸고, 그녀는 우르비노에서 남편이 부재시에 섭정으로 활동했다. 그들의 결혼 생활은 행복했었고 동시대인 발디(Baldi)는 그들을 "두 개의 영혼이 깃든 육체" 라고 묘사했다. 페데리코는 바티스타를 "내 공적이고 사적인 시간 모두 기쁨"이라고 불렀다 게다가 그는 그녀와 정치적인 일들을 함께 이야기했고 그녀는 우르비노 외부에 모든 공식적 행사의 대부분을 동행했다.
여성들에게 인문학적 교육을 행하는 스포르차 가문의 전통을 따라, 그녀는 그녀의 작은 어머니 비안카 마리아에게서 받은 교육들을 마찬가지로 딸들에게 해주었다. 이와 비슷하게 바티스타의 손녀이자 아녜세의 딸인 비토리아 콜론나는 유명한 시인이였다.
여섯 명의 딸을 낳은 후, 바티스타는 첫 아들이자 후계자인 구이도발도 다 몬테펠트로를 1472년 1월 24일에 낳았다. 하지만 아들을 낳은지 세 달 뒤, 지난 임신과 산고에서 회복하지 못했고 병에 걸려 1472년 7월에 사망한다.

## 참고 서적
- Millington, Ellen J. (1865),  Charlotte Mary Yonge, 편집., 《Biographies of Good Women》, London: J. and C. Mozley, 1–35쪽